# Schlacht bei Montebello (1800)
Ostrach – Feldkirch – Stockach I – Verona – Magnano – Cassano d’Adda – Bassignana – Paradies – Frauenfeld – Winterthur – Zürich I – Trebbia – Mantua – Novi – Döttingen - Vlieter – Bergen – Gotthard – Dietikon – Zürich II – Schänis – Muotatal – Näfels – Egmont – Castricum - Genola – Wiesloch – Genua – Rheinklingen – Büsingen – Engen – Stockach II –  Meßkirch – Biberach II – Montebello – Marengo – Höchstädt – Oberhausen – Brión – Hohenlinden – Walserfeld – Pozzolo – Kopenhagen – Algeciras I – Algeciras II
Die Schlacht bei Montebello vom 9. Juni 1800 war eine Schlacht des Zweiten Koalitionskrieges. Im Vorfeld der entscheidenden Schlacht bei Marengo besiegte nahe Montebello in der Lombardei eine französische Vorhut unter Jean Lannes eine von Karl Ott von Bátorkéz befehligte österreichischen Streitmacht.

## Vorgeschichte
Die Einnahme von Mailand durch Bonaparte am 2. Juni führte zu einer Zersplitterung der österreichischen Armee in drei Hauptteile und viele kleinere Einheiten. Während General Michael von Melas Turin mit 18.000 Mann besetzte, blieb Feldmarschallleutnant Peter Ott mit 18.000 Soldaten in der Nähe von Genua, wo er die Aufgabe von Generalmajor (général de division) André Massénas verhungernden Garnison am 4. Juni sicherstellte, wonach sich Feldmarschallleutnant Anton von Elsnitz mit 8000 Soldaten von der Riviera zurückzog. Im Osten Mailands hatte währenddessen Feldmarschallleutnant Joseph Philipp Vukasović mit 4000 Mann Position bezogen. Südlich des Po-Flusses marschierte Feldmarschallleutnant Andreas von O’Reilly mit 3.000 Truppen in Richtung Piacenza, während starke Garnisonen die Festungen von Alessandria, Coni und Casale besetzten. Diese starke Ausgangsstellung führte Melas zu der Annahme, dass er viel Zeit habe, um seine Truppen zusammenzuziehen und anschließend eine Gegenoffensive nördlich von Piacenza zu starten.
Generalmajor Jean Lannes zog mit seinem Korps von Mailand aus nach Süden, am 3. Juni Pavia einnehmend, und anfangs zurückgeschlagen durch Piacenzas winzige 400 Mann starke Garnison. In einer Serie von Manövern schifften Generalmajor Joachim Murat und Generalmajor Jean Boudet ihre Truppen am 6. Juni über den Fluss Po, im Osten von Piacenza landend, während Lannes den Po im Westen der Stadt überquerte. Daraufhin überrannte Murat die Garnison von Piacenza, während Lannes O’Reilly zurück nach Westen drängte. Durch diese Aktionen durchtrennten die Franzosen den wichtigsten Kommunikationsweg der Österreicher zwischen Mantua und Alessandria, gelegen in der strategisch günstig gelegenen Schlucht bei Stradella. Aus aufgegriffenen Dokumenten gelang es Murat zu erfahren, dass Genua gefallen war, woraufhin Bonaparte befahl, Druck auf die Österreicher auszuüben.
Am 7. Juni marschierte Otts Kolonne von seiner ursprünglichen Position aus nach Voghera, wo sie sich am Abend des 8. Juni mit den Truppen von O’Reilly verband. Nachdem feindliche Truppen im Osten signalisiert worden waren, entsandte Ott O’Reilly mit sechs Infanterie-Bataillonen vier Kavallerieschwadronen zur Verteidigung des Dorfes Casteggio an der Haupt-Ost-West-Verkehrsverbindung.
Währenddessen wurde die Länge der französischen Front überzogen. Die Annahme, dass die Feinde nicht stark sein könnten, ließ Bonaparte folgende Notiz an Lannes entsenden, in der stand: „Falls Truppen zwischen Voghera und Stradella auftauchen sollten, so sollen sie ohne Umsicht angegriffen werden; sie sind, mit Sicherheit, weniger als 10.000“. Daraufhin plante Lannes weiter nach Westen zu marschieren, was seine 8.000 Mann mit dem 18.000 Soldaten zählenden Korps unter Ott in Berührung bringen sollte.

## Streitkräfte
Französische Streitkräfte
- Korps Jean Lannes (8000 Mann)
  - Division Giuseppe Antonio Mainoni
- Korps Victor (6000 Mann)
  - Division Olivier Macoux Rivaud

Österreichische Streitkräfte
- Korps Ott (18.000 Mann)
  - Division Ludwig von Vogelsang
  - Division Joseph von Schellenberg
  - Division Andreas O’Reilly

## Schlachtverlauf
Am Morgen des 9. Juni stieß die 6. Leichte Infanterie-Halbbrigade unter dem Befehl von Brigadegeneral François Watrin auf eine österreichische Stellung und griff sofort an. Melas' Stabschef, Generalmajor Anton von Zach, der zu diesem Zeitpunkt bei Ott war, riet Ott von einer Schlacht ab, wurde jedoch durch diesen übergangen. Watrin warf daraufhin in aggressiver Manier all seine Einheiten in die Schlacht, musste jedoch feststellen, dass seine drei Halbbrigaden, zwei Geschützbatterien und das einzelne Kavallerieregiment überlegenen Kräften gegenüberstanden, da Ott über 26 Infanteriebataillone und 14 Kavallerieschwadronen verfügte, außerdem 35 Kanonen, die den Franzosen schwere Verluste zufügten.
Fünf Stunden lang versuchten die sich in der Unterzahl befindenden Franzosen, die Linien der Österreicher zu durchbrechen, es gelang ihnen sogar zweimal, Casteggio einzunehmen, nur um jedes Mal durch O’Reilly wieder zurückgedrängt zu werden. Versuche, die Österreicher zu flankieren, wurden durch die Lobowitzer Dragoner und eine Artilleriestellung zunichtegemacht, wobei es nur den wiederholten Sturmangriffen der 12. Husaren zu verdanken ist, dass die Franzosen nicht durch die österreichischen Dragoner überrannt wurden. Neun österreichische Bataillone verteidigten einen Hügel im Süden des Dorfes, während – ein wenig weiter westlich – fünf Bataillone als Reserve in dem Dorf Montebello warteten. Währenddessen erhielten die Franzosen ein wenig Hilfe, als drei Geschütze der Konsulargarde und einige weitere Einheiten eintrafen.
Als Lannes Einheit um 13:00 Uhr langsam zusammenzubrechen drohten, traf die Division von Jacques-Antoine Chambarlhac aus dem Korps von Claude-Victor Perrin gen. Victor auf dem Schlachtfeld ein. Victor schickte daraufhin das 43. Linieninfanterie unter Brigadegeneral Olivier Rivaud, um den Gegner auf der rechten Flanke anzugreifen, das 24. Leichte Infanterie in einem Sturmangriff gegen die österreichische linke Flanke und das 96. Linieninfanterie gegen österreichische Zentrum. Trotz intensiver Artillerieunterstützung schafften es Otts ermüdete Truppen nicht mehr, die konzentrierten Angriffe abzuwehren, was den General dazu veranlasste, einen geordneten Rückzug zu befehlen. O’Reillys Bataillone hielten bis zuletzt Casteggio, was dazu führte, dass das Reisky-Regiment nahezu ausgelöscht wurde. Der Rückzug wurde schließlich durch die Überlebenden aus O’Reillys Truppen und der zahlreichen österreichischen Kavallerie gedeckt.

## Folgen
Die Österreicher gaben nach der Schlacht ihre Verluste mit 659 Gefallenen, 1445 Verwundeten und 2171 Gefangenen an, sowie zwei an die Franzosen verlorene Feldgeschütze. Die Franzosen wiederum gaben ihre Verluste lediglich mit 600 Verlusten an, eine realistischere Schätzung beläuft sich jedoch auf 3000 Verluste. Zwar gefährdete die Schlacht von Montebello Melas' Lage nicht ausschlaggebend. Seine Strategie, seine Truppen zu konzentrieren und danach anzugreifen, blieb vernünftig. Andererseits erlitt die österreichische Moral einen ernsten Rückschlag, und Melas verblieb wie hypnotisiert für die nächsten fünf Tage in Alessandria, ohne irgendeine Bewegung von Bedeutung zu machen, darauf wartend, dass seine Truppen die Konzentration abschlössen. Das nächste Treffen sollte die entscheidende Schlacht bei Marengo am 14. Juni 1800 sein. 
Jean Lannes hob sich durch seine Leistungen und Tapferkeit während der Schlacht besonders hervor, was dazu führte, dass ihm Napoleon 1808 den Sieger-Titel „Herzog von Montebello“ (duc de Montebello) in der noblesse impériale verlieh.